# Чемпіонат світу з футболу 1974

Офіційний плакат

Чемпіонат світу з футболу 1974 року — десятий чемпіонат світу серед чоловічих збірних команд з футболу, що проходив з 13 червня по 7 липня 1974 року у Федеративній Республіці Німеччина (включаючи Західний Берлін). Перший турнір, переможець якого отримував новий чемпіонський кубок, розроблений італійським скульптором Сільвіо Гоццанігою, оскільки трофей, що розігрувався на дев'яти попередніх світових першостях навіки залишився у збірної Бразилії після перемоги на чемпіонаті світу 1970, що стала для неї третьою в історії.
Уперше формат світового чемпіонату передбачав проведення двох групових етапів, за результатами другого з яких відразу визначалися фіналісти та учасники гри за третє місце.
Переможцем турніру стали господарі, збірна ФРН, яка у фінальній грі на мюнхенському Олімпіаштадіоні здолала команду Нідерландів з рахунком 2:1 і здобула свій другий (після 1954 року) титул найсильнішої футбольної збірної світу. Діючі на момент початку змагання чемпіони світу, збірна Бразилії, прибули до ФРН у суттєво послабленому у порівнянні із попереднім турніром складі і посіли лише четверте місце.
На турнірі дебютували в рамках фінальних частин світових першостей збірні Австралії, НДР, Гаїті та Заїру, причому для східних німців це виявився єдиний чемпіонат світу до возз'єднання Німеччини у 1990 році.

## Вибір країни-господарки
Рішення про проведення світової футбольної першості 1974 року у ФРН ухвалено на конгресі ФІФА в Лондоні 6 липня 1966 року. На тому ж конгресі визначені й господарі світових першостей 1978 і 1982 років. Представники ФРН заручилися підтримкою своєї заявки делегацією Іспанії в обмін на підтримку останньої як кандидата на проведення ЧС-1982.

## Кваліфікаційний раунд і учасники

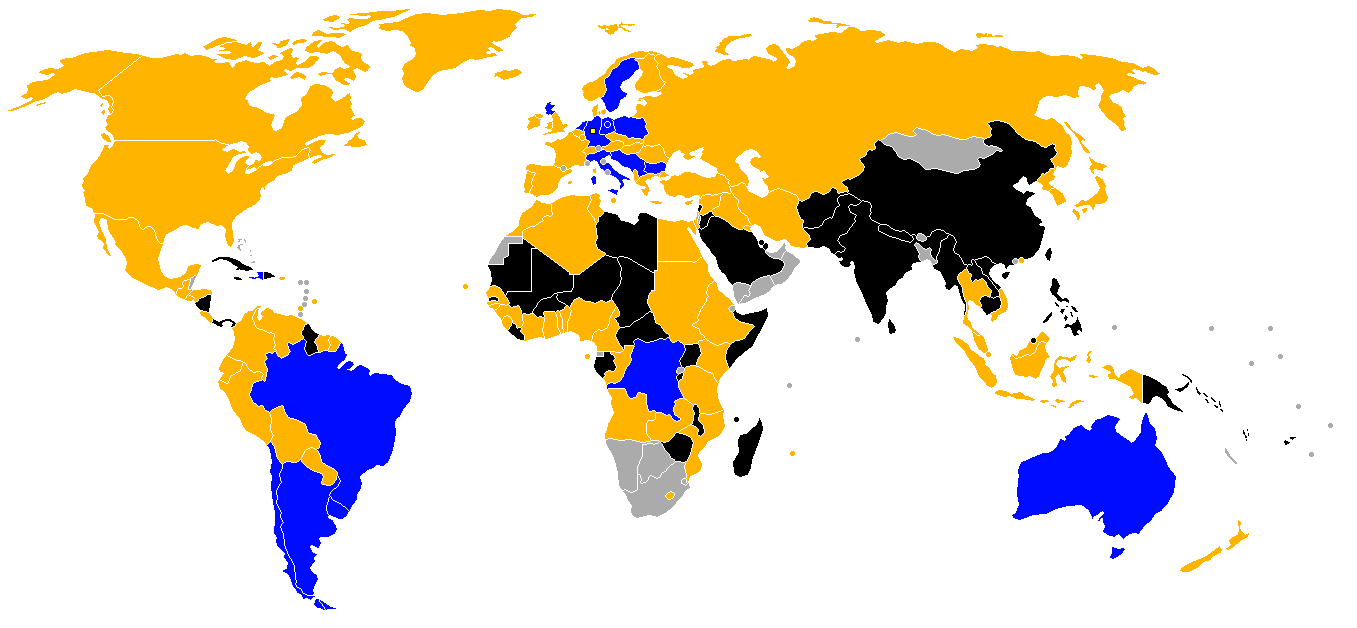
Країни, збірні яких кваліфікувалися на чемпіонат світу
Країни, чиї збірні не кваліфікувалися
Країни, чиї збірні не брали участі у відборі
Країни, що не входили до ФІФА

У кваліфікаційному раунді чемпіонату світу з футболу 1974 року 97 збірних змагалася за 14 місць у фінальній частині футбольної світової першості. Ще дві команди, господарі турніру збірна ФРН і діючий чемпіон світу збірна Бразилії, кваліфікувалися автоматично, без участі у відбірковому раунді.
16 місць, передбачених у фінальній частині світової першості 1974 року, розподілили між континентальними конфедераціями таким чином:
- Європа (УЄФА): 9,5 місця, включаючи гарантоване місце збірної ФРН. За решту 8,5 місця змагалися 32 команди. Команда, що виборювала 0,5 місця, мала шанс вибороти путівку на чемпіонат світу у плей-оф проти представника КОНМЕБОЛ.
- Південна Америка (КОНМЕБОЛ): 3,5 місця, включаючи гарантоване місце збірної Бразилії. За решту 2,5 місця змагалися 9 команд. Команда, що виборювала 0,5 місця, мала шанс вибороти путівку на чемпіонат світу у плей-оф проти представника УЄФА.
- Північна, Центральна Америка та Кариби (КОНКАКАФ): 1 місце, за яке змагалися 14 команд.
- Африка (КАФ): 1 місце, за яке боролися 24 команди.
- Азія й Океанія (АФК/ОФК): 1 місце, за яке змагалися 18 команд.

Подолати кваліфікційний турнір не змогла низка команд, що вважалися фаворитами відбору, зокрема не пройшли чотири із восьми чвертьфіналістів попереднього чемпіонату світу — збірні Англії (чемпіон світу 1966 року), Мексики, Перу та СРСР. Остання не потрапила на світову першість через відмову проводити матч-відповідь раунду плей-оф у Чилі, країні, де за два місяці до того відбувся військовий переворот.
Натомість право участі здобили відразу декілька абсолютних новачків фінальних частин чемпіонатів світу: команда НДР, для якої це буде єдиний великий футбольний турнір в історії; збірна Австралії, перший представник Океанії на чемпіонатах світу; збірна Заїру, перший представник Субсахарської Африки; а також збірна Гаїті, перший представник Карибського регіону після збірної Куби на турнірі 1938 року.
Уперше матчем-відкриттям турніру була гра за участю чинних чемпіонів світу (у цьому випадку Бразилії), таким чином започатковано традицію, що протримається до наступного чемпіонату світу в Німеччині, що пройде 2006 року, відколи відкривати турнір знову будуть його господарі.

### Учасники
Наступні команди кваліфікувалися для участі у фінальному турнірі:
| АФК (0) - не кваліфікувалися КАФ (1) - Заїр ОФК (1) - Австралія | КОНКАКАФ (1) - Гаїті КОНМЕБОЛ (4) - Аргентина - Бразилія (діючі чемпіони) - Чилі - Уругвай | УЄФА (9) - Болгарія - НДР - Італія - Нідерланди - Польща - Шотландія - Швеція - ФРН (господарі) - Югославія |  |

## Формат
Турнір проходив за новим форматом. Як і на попередніх світових першостях змагання розпочиналися у чотирьох групах по чотири команди у кожній. Утім команди, що посіли перші два місця у своїй групі, вже не потрапляли до організованої за олімпійською системою стадії пле-оф, як це було на п'яти попередніх турнірах, а ставали учасниками другого групового раунду. Переможці змагання у кожній із двох груп цього раунду ставали учасниками фінальної гри, а команди, що фінішували на других місцях, розігрували між собою бронзові нагороди.
Такий формат проіснував протягом двох розіграшів Кубка світу, після чого у 1982 році був видозмінений введенням стадії півфіналів після другого групового раунду.

## Міста та стадіони
Матчі фінальної частини чемпіонату світу проходили на дев'яти стадіонах у дев'яти містах Західної Німеччини, включаючи Західний Берлін. Матч-відкриття турніру відбувся на Вальдштадіоні у Франкфурті-на-Майні, а його вирішальні ігри — матч за третє місце і фінал — приймав мюнхенський Олімпіаштадіон.
| Західний Берлін    | Мюнхен                                                                                                 | Штутгарт                                                                                               |
| ------------------ | --- | --- |
| Олімпіаштадіон     | Олімпіаштадіон                                                                                         | Некарштадіон                                                                                           |
| Місткість: 86,000  | Місткість: 77,573                                                                                      | Місткість: 72,200                                                                                      |
|                    | | |
| Гельзенкірхен      | Мюнхен Західний Берлін Штутгарт Гельзенкірхен Дюссельдорф Франкфурт-на-Майні Гамбург Ганновер Дортмунд | Мюнхен Західний Берлін Штутгарт Гельзенкірхен Дюссельдорф Франкфурт-на-Майні Гамбург Ганновер Дортмунд |
| Паркштадіон        | Мюнхен Західний Берлін Штутгарт Гельзенкірхен Дюссельдорф Франкфурт-на-Майні Гамбург Ганновер Дортмунд | Мюнхен Західний Берлін Штутгарт Гельзенкірхен Дюссельдорф Франкфурт-на-Майні Гамбург Ганновер Дортмунд |
| Місткість: 72,000  | Мюнхен Західний Берлін Штутгарт Гельзенкірхен Дюссельдорф Франкфурт-на-Майні Гамбург Ганновер Дортмунд | Мюнхен Західний Берлін Штутгарт Гельзенкірхен Дюссельдорф Франкфурт-на-Майні Гамбург Ганновер Дортмунд |
|                    | Мюнхен Західний Берлін Штутгарт Гельзенкірхен Дюссельдорф Франкфурт-на-Майні Гамбург Ганновер Дортмунд | Мюнхен Західний Берлін Штутгарт Гельзенкірхен Дюссельдорф Франкфурт-на-Майні Гамбург Ганновер Дортмунд |
| Дюссельдорф        | Мюнхен Західний Берлін Штутгарт Гельзенкірхен Дюссельдорф Франкфурт-на-Майні Гамбург Ганновер Дортмунд | Мюнхен Західний Берлін Штутгарт Гельзенкірхен Дюссельдорф Франкфурт-на-Майні Гамбург Ганновер Дортмунд |
| Рейнштадіон        | Мюнхен Західний Берлін Штутгарт Гельзенкірхен Дюссельдорф Франкфурт-на-Майні Гамбург Ганновер Дортмунд | Мюнхен Західний Берлін Штутгарт Гельзенкірхен Дюссельдорф Франкфурт-на-Майні Гамбург Ганновер Дортмунд |
| Місткість: 70,100  | Мюнхен Західний Берлін Штутгарт Гельзенкірхен Дюссельдорф Франкфурт-на-Майні Гамбург Ганновер Дортмунд | Мюнхен Західний Берлін Штутгарт Гельзенкірхен Дюссельдорф Франкфурт-на-Майні Гамбург Ганновер Дортмунд |
|                    | Мюнхен Західний Берлін Штутгарт Гельзенкірхен Дюссельдорф Франкфурт-на-Майні Гамбург Ганновер Дортмунд | Мюнхен Західний Берлін Штутгарт Гельзенкірхен Дюссельдорф Франкфурт-на-Майні Гамбург Ганновер Дортмунд |
| Франкфурт-на-Майні | Мюнхен Західний Берлін Штутгарт Гельзенкірхен Дюссельдорф Франкфурт-на-Майні Гамбург Ганновер Дортмунд | Мюнхен Західний Берлін Штутгарт Гельзенкірхен Дюссельдорф Франкфурт-на-Майні Гамбург Ганновер Дортмунд |
| Вальдштадіон       | Мюнхен Західний Берлін Штутгарт Гельзенкірхен Дюссельдорф Франкфурт-на-Майні Гамбург Ганновер Дортмунд | Мюнхен Західний Берлін Штутгарт Гельзенкірхен Дюссельдорф Франкфурт-на-Майні Гамбург Ганновер Дортмунд |
| Місткість: 62,200  | Мюнхен Західний Берлін Штутгарт Гельзенкірхен Дюссельдорф Франкфурт-на-Майні Гамбург Ганновер Дортмунд | Мюнхен Західний Берлін Штутгарт Гельзенкірхен Дюссельдорф Франкфурт-на-Майні Гамбург Ганновер Дортмунд |
|                    | Мюнхен Західний Берлін Штутгарт Гельзенкірхен Дюссельдорф Франкфурт-на-Майні Гамбург Ганновер Дортмунд | Мюнхен Західний Берлін Штутгарт Гельзенкірхен Дюссельдорф Франкфурт-на-Майні Гамбург Ганновер Дортмунд |
| Гамбург            | Ганновер                                                                                               | Дортмунд                                                                                               |
| Фолькспаркштадіон  | АВД-Арена                                                                                              | Зігналь Ідуна Парк                                                                                     |
| Місткість: 61,300  | Місткість: 60,400                                                                                      | Місткість: 53,600                                                                                      |
|                    | | |

## Жеребкування
Перед початком жеребкування організаційний комітет турніру визначив чотири команди, які стали «сіяними». Сіяними стали команди-півфіналісти попередньої першості:
- Бразилія (діючі чемпіони)
- Італія
- Уругвай
- ФРН (господарі)

Решту учасників чемпіонату світу розподілили між групами, що вже мали по одній сіяній команді, на основі сформованих за географічною ознакою кошиків. На момент жеребкування не був відомий володар одного місця у фінальній частині першості, на яке претендували збірні Югославії та Іспанії, що завершили груповий відбір з однаковою кількістю очок і мали провести плей-оф на нейтральному полі.
| Кошик 1: Західна Європа                             | Кошик 2: Східна Європа                            | Кошик 3: Південна Америка                                | Кошик 4: Решта світу                |
| --------------------------------------------------- | ------------------------------------------------- | -------------------------------------------------------- | ----------------------------------- |
| - ФРН (господарі) - Італія - Нідерланди - Шотландія | - Болгарія - НДР - Польща - Югославія або Іспанія | - Бразилія (діючий чемпіон) - Аргентина - Чилі - Уругвай | - Австралія - Гаїті - Швеція - Заїр |

Головною сенсацією жеребкування стало потрапляння збірної НДР до Групи 1, сіяною командою у якій були господарі, збірна ФРН. Коли Президент ФІФА Стенлі Роуз оголосив цей жереб, у кімнаті запанувала тиша, за якою послідували тривалі аплодисменти. Наступними днями ширилися чутки, що Східна Німеччина зніме свою команду з чемпіонату світу аби уникнути зустрічі з командою головних ідеалогічних суперникіа. Однак ці чутки були офіційно розвіяні заявою уряду НДР.

## Склади команд
Усі збірні скористалися правом заявити на турнір по 22 гравці, включаючи трьох воротарів.

## Перший груповий етап

### Група 1
| Поз | Команда   | І | В | Н | П | ГЗ | ГП | РГ | О | Кваліфікація                      |
| --- | --------- | - | - | - | - | -- | -- | -- | - | --------------------------------- |
| 1   | НДР       | 3 | 2 | 1 | 0 | 4  | 1  | +3 | 5 | Вихід до другого групового раунду |
| 2   | ФРН       | 3 | 2 | 0 | 1 | 4  | 1  | +3 | 4 | Вихід до другого групового раунду |
| 3   | Чилі      | 3 | 0 | 2 | 1 | 1  | 2  | −1 | 2 |                                   |
| 4   | Австралія | 3 | 0 | 1 | 2 | 0  | 5  | −5 | 1 |                                   |

| 14 червня 1974 16:00 |

| ФРН          | 1–0      | Чилі |
| ------------ | -------- | ---- |
| Брайтнер 18' | Протокол |      |

| Олімпіаштадіон, Західний Берлін Глядачів: 81,100 Арбітр: Доган Бабаджан (Туреччина) |

| 14 червня 1974 19:30 |

| НДР                        | 2–0      | Австралія |
| -------------------------- | -------- | --------- |
| Каррен 58' (аг) Штрайх 72' | Протокол |           |

| Фолькспаркштадіон, Гамбург Глядачів: 17,000 Арбітр: Юссу Н'Діає (Сенегал) |

| 18 червня 1974 16:00 |

| Австралія | 0–3      | ФРН                                |
| --------- | -------- | ---------------------------------- |
|           | Протокол | Оверат 12' Кулльман 34' Мюллер 53' |

| Фолькспаркштадіон, Гамбург Глядачів: 53,000 Арбітр: Махмуд Мустафа Камель (Єгипет) |

| 18 червня 1974 19:00 |

| Чилі       | 1–1      | НДР          |
| ---------- | -------- | ------------ |
| Аумада 69' | Протокол | Гоффманн 55' |

| Олімпіаштадіон, Західний Берлін Глядачів: 28,300 Арбітр: Ауреліо Ангонезе (Італія) |

| 22 червня 1974 16:00 |

| Австралія | 0–0      | Чилі |
| --------- | -------- | ---- |
|           | Протокол |      |

| Олімпіаштадіон, Західний Берлін Глядачів: 17,400 Арбітр: Джафар Намдар (Іран) |

| 22 червня 1974 19:30 |

| НДР            | 1–0      | ФРН |
| -------------- | -------- | --- |
| Шпарвассер 77' | Протокол |     |

| Фолькспаркштадіон, Гамбург Глядачів: 60,200 Арбітр: Рамон Баррето Руїс (Уругвай) |

### Група 2
| Поз | Команда   | І | В | Н | П | ГЗ | ГП | РГ  | О | Кваліфікація                      |
| --- | --------- | - | - | - | - | -- | -- | --- | - | --------------------------------- |
| 1   | Югославія | 3 | 1 | 2 | 0 | 10 | 1  | +9  | 4 | Вихід до другого групового раунду |
| 2   | Бразилія  | 3 | 1 | 2 | 0 | 3  | 0  | +3  | 4 | Вихід до другого групового раунду |
| 3   | Шотландія | 3 | 1 | 2 | 0 | 3  | 1  | +2  | 4 |                                   |
| 4   | Заїр      | 3 | 0 | 0 | 3 | 0  | 14 | −14 | 0 |                                   |

| 13 червня 1974 17:00 CET |

| Бразилія | 0–0      | Югославія |
| -------- | -------- | --------- |
|          | Протокол |           |

| Вальдштадіон, Франкфурт-на-Майні Глядачів: 62,000 Арбітр: Рудольф Шойрер (Швейцарія) |

| 14 червня 1974 19:30 CET |

| Заїр | 0–2      | Шотландія               |
| ---- | -------- | ----------------------- |
|      | Протокол | Лорімер 26' Джордан 34' |

| Зігналь Ідуна Парк, Дортмунд Глядачів: 25,800 Арбітр: Гергард Шуленбург (ФРН) |

| 18 червня 1974 19:30 CET |

| Югославія                                                                                     | 9–0      | Заїр |
| --------------------------------------------------------------------------------------------- | -------- | ---- |
| Баєвич 8', 30', 81' Джаїч 14' Шуряк 18' Каталинський 22' Богичевич 35' Облак 61' Петкович 65' | Протокол |      |

| Паркштадіон, Гельзенкірхен Глядачів: 31,700 Арбітр: Омар Дельгадо Гомес (Колумбія) |

| 18 червня 1974 19:30 CET |

| Шотландія | 0–0      | Бразилія |
| --------- | -------- | -------- |
|           | Протокол |          |

| Вальдштадіон, Франкфурт-на-Майні Глядачів: 62,000 Арбітр: Арі ван Гемерт (Нідерланди) |

| 22 червня 1974 16:00 CET |

| Шотландія   | 1–1      | Югославія  |
| ----------- | -------- | ---------- |
| Джордан 88' | Протокол | Карасі 81' |

| Вальдштадіон, Франкфурт-на-Майні Глядачів: 56,000 Арбітр: Альфонсо Гонсалес Арчундія (Мексика) |

| 22 червня 1974 16:00 CET |

| Заїр | 0–3      | Бразилія                                  |
| ---- | -------- | ----------------------------------------- |
|      | Протокол | Жаїрзіньйо 12' Рівеліно 66' Валдоміро 79' |

| Паркштадіон, Гельзенкірхен Глядачів: 36,200 Арбітр: Ніколае Райня (Румунія) |

### Група 3
| Поз | Команда    | І | В | Н | П | ГЗ | ГП | РГ | О | Кваліфікація                      |
| --- | ---------- | - | - | - | - | -- | -- | -- | - | --------------------------------- |
| 1   | Нідерланди | 3 | 2 | 1 | 0 | 6  | 1  | +5 | 5 | Вихід до другого групового раунду |
| 2   | Швеція     | 3 | 1 | 2 | 0 | 3  | 0  | +3 | 4 | Вихід до другого групового раунду |
| 3   | Болгарія   | 3 | 0 | 2 | 1 | 2  | 5  | −3 | 2 |                                   |
| 4   | Уругвай    | 3 | 0 | 1 | 2 | 1  | 6  | −5 | 1 |                                   |

| 15 червня 1974 16:00 CET |

| Уругвай | 0–2      | Нідерланди  |
| ------- | -------- | ----------- |
|         | Протокол | Реп 7', 86' |

| Нідерсаксенштадіон, Ганновер Глядачів: 55,100 Арбітр: Карой Палотаї (Угорщина) |

| 15 червня 1974 16:00 CET |

| Швеція | 0–0      | Болгарія |
| ------ | -------- | -------- |
|        | Протокол |          |

| Рейнштадіон, Дюссельдорф Глядачів: 23,800 Арбітр: Едісон Перес Нуньєс (Перу) |

| 19 червня 1974 19:30 CET |

| Болгарія  | 1–1      | Уругвай    |
| --------- | -------- | ---------- |
| Бонєв 75' | Протокол | Павоні 87' |

| Нідерсаксенштадіон, Ганновер Глядачів: 13,400 Арбітр: Джек Тейлор (Англія) |

| 19 червня 1974 19:30 CET |

| Нідерланди | 0–0      | Швеція |
| ---------- | -------- | ------ |
|            | Протокол |        |

| Зігналь Ідуна Парк, Дортмунд Глядачів: 53,700 Арбітр: Вернер Вінземанн (Канада) |

| 23 червня 1974 16:00 CET |

| Болгарія      | 1–4      | Нідерланди                                        |
| ------------- | -------- | ------------------------------------------------- |
| Крол 78' (аг) | Протокол | Нескенс 5' (пен.), 44' (пен.) Реп 71' де Йонг 88' |

| Зігналь Ідуна Парк, Дортмунд Глядачів: 53,300 Арбітр: Тоні Бошкович (Австралія) |

| 23 червня 1974 16:00 CET |

| Швеція                        | 3–0      | Уругвай |
| ----------------------------- | -------- | ------- |
| Едстрем 46', 77' Сандберг 74' | Протокол |         |

| Рейнштадіон, Дюссельдорф Глядачів: 28,300 Арбітр: Еріх Лінемайр (Австрія) |

### Група 4
| Поз | Команда   | І | В | Н | П | ГЗ | ГП | РГ  | О | Кваліфікація                      |
| --- | --------- | - | - | - | - | -- | -- | --- | - | --------------------------------- |
| 1   | Польща    | 3 | 3 | 0 | 0 | 12 | 3  | +9  | 6 | Вихід до другого групового раунду |
| 2   | Аргентина | 3 | 1 | 1 | 1 | 7  | 5  | +2  | 3 | Вихід до другого групового раунду |
| 3   | Італія    | 3 | 1 | 1 | 1 | 5  | 4  | +1  | 3 |                                   |
| 4   | Гаїті     | 3 | 0 | 0 | 3 | 2  | 14 | −12 | 0 |                                   |

| 15 червня 1974 18:00 CET |

| Італія                              | 3–1      | Гаїті     |
| ----------------------------------- | -------- | --------- |
| Рівера 52' Бенетті 66' Анастазі 79' | Протокол | Санон 46' |

| Олімпіаштадіон, Мюнхен Глядачів: 53,000 Арбітр: Вісенте Льобрегат (Венесуела) |

| 15 червня 1974 18:00 CET |

| Польща                 | 3–2      | Аргентина                |
| ---------------------- | -------- | ------------------------ |
| Лято 7', 62' Шармах 8' | Протокол | Ередія 60' Бабінгтон 66' |

| Некарштадіон, Штутгарт Глядачів: 32,700 Арбітр: Клайв Томас (Уельс) |

| 19 червня 1974 19:30 CET |

| Аргентина   | 1–1      | Італія           |
| ----------- | -------- | ---------------- |
| Гаусман 20' | Протокол | Перфумо 35' (аг) |

| Некарштадіон, Штутгарт Глядачів: 70,100 Арбітр: Павло Казаков (СРСР) |

| 19 червня 1974 19:30 CET |

| Гаїті | 0–7      | Польща                                                   |
| ----- | -------- | -------------------------------------------------------- |
|       | Протокол | Лято 17', 87' Дейна 18' Шармах 30', 34', 50' Горгонь 31' |

| Олімпіаштадіон, Мюнхен Глядачів: 25,300 Арбітр: Говіндасамі Суппія (Сінгапур) |

| 23 червня 1974 16:00 CET |

| Аргентина                             | 4–1      | Гаїті     |
| ------------------------------------- | -------- | --------- |
| Ясальде 15', 68' Гаусман 18' Аяла 55' | Протокол | Санон 63' |

| Олімпіаштадіон, Мюнхен Глядачів: 25,900 Арбітр: Пабло Санчес Ібаньєс (Іспанія) |

| 23 червня 1974 16:00 CET |

| Польща               | 2–1      | Італія      |
| -------------------- | -------- | ----------- |
| Шармах 38' Дейна 44' | Протокол | Капелло 85' |

| Некарштадіон, Штутгарт Глядачів: 70,100 Арбітр: Ганс-Йоахім Вайланд (ФРН) |

## Другий груповий етап

### Група A
| Поз | Команда    | І | В | Н | П | ГЗ | ГП | РГ | О | Кваліфікація                |
| --- | ---------- | - | - | - | - | -- | -- | -- | - | --------------------------- |
| 1   | Нідерланди | 3 | 3 | 0 | 0 | 8  | 0  | +8 | 6 | Вихід до фіналу             |
| 2   | Бразилія   | 3 | 2 | 0 | 1 | 3  | 3  | 0  | 4 | Вихід до гри за третє місце |
| 3   | НДР        | 3 | 0 | 1 | 2 | 1  | 4  | −3 | 1 |                             |
| 4   | Аргентина  | 3 | 0 | 1 | 2 | 2  | 7  | −5 | 1 |                             |

| 26 червня 1974 19:30 CET |

| Нідерланди                      | 4–0      | Аргентина |
| ------------------------------- | -------- | --------- |
| Кройф 11', 90' Крол 25' Реп 73' | Протокол |           |

| Паркштадіон, Гельзенкірхен Глядачів: 56,548 Арбітр: Боб Девідсон (Шотландія) |

| 26 червня 1974 19:30 CET |

| Бразилія     | 1–0      | НДР |
| ------------ | -------- | --- |
| Рівеліно 60' | Протокол |     |

| Нідерсаксенштадіон, Ганновер Глядачів: 59,863 Арбітр: Клайв Томас (Уельс) |

| 30 червня 1974 16:00 CET |

| Аргентина    | 1–2      | Бразилія                    |
| ------------ | -------- | --------------------------- |
| Бріндісі 35' | Протокол | Рівеліно 32' Жаїрзіньйо 49' |

| Нідерсаксенштадіон, Ганновер Глядачів: 39,400 Арбітр: Віталь Лоро (Бельгія) |

| 30 червня 1974 16:00 CET |

| НДР | 0–2      | Нідерланди                 |
| --- | -------- | -------------------------- |
|     | Протокол | Нескенс 7' Ренсенбрінк 59' |

| Паркштадіон, Гельзенкірхен Глядачів: 68,348 Арбітр: Рудольф Шойрер (Швейцарія) |

| 3 липня 1974 19:30 CET |

| Аргентина   | 1–1      | НДР        |
| ----------- | -------- | ---------- |
| Гаусман 20' | Протокол | Штрайх 14' |

| Паркштадіон, Гельзенкірхен Глядачів: 54,254 Арбітр: Джек Тейлор (Англія) |

| 3 липня 1974 19:30 CET |

| Нідерланди            | 2–0      | Бразилія |
| --------------------- | -------- | -------- |
| Нескенс 50' Кройф 65' | Протокол |          |

| Зігналь Ідуна Парк, Дортмунд Глядачів: 53,700 Арбітр: Курт Ченшер (ФРН) |

### Група B
| Поз | Команда   | І | В | Н | П | ГЗ | ГП | РГ | О | Кваліфікація                |
| --- | --------- | - | - | - | - | -- | -- | -- | - | --------------------------- |
| 1   | ФРН       | 3 | 3 | 0 | 0 | 7  | 2  | +5 | 6 | Вихід до фіналу             |
| 2   | Польща    | 3 | 2 | 0 | 1 | 3  | 2  | +1 | 4 | Вихід до гри за третє місце |
| 3   | Швеція    | 3 | 1 | 0 | 2 | 4  | 6  | −2 | 2 |                             |
| 4   | Югославія | 3 | 0 | 0 | 3 | 2  | 6  | −4 | 0 |                             |

| 26 червня 1974 16:00 CET |

| Югославія | 0–2      | ФРН                     |
| --------- | -------- | ----------------------- |
|           | Протокол | Брайтнер 39' Мюллер 82' |

| Рейнштадіон, Дюссельдорф Глядачів: 67,385 Арбітр: Армандо Маркес (Бразилія) |

| 26 червня 1974 19:30 CET |

| Швеція | 0–1      | Польща   |
| ------ | -------- | -------- |
|        | Протокол | Лято 43' |

| Некарштадіон, Штутгарт Глядачів: 44,955 Арбітр: Рамон Баррето (Уругвай) |

| 30 червня 1974 16:00 CET |

| Польща                    | 2–1      | Югославія  |
| ------------------------- | -------- | ---------- |
| Дейна 24' (пен.) Лято 62' | Протокол | Карасі 43' |

| Вальдштадіон, Франкфурт-на-Майні Глядачів: 58,000 Арбітр: Руді Глекнер (НДР) |

| 30 червня 1974 19:30 CET |

| ФРН                                                   | 4–2      | Швеція                   |
| ----------------------------------------------------- | -------- | ------------------------ |
| Оверат 51' Бонгоф 52' Грабовскі 76' Генесс 89' (пен.) | Протокол | Едстрем 24' Сандберг 53' |

| Рейнштадіон, Дюссельдорф Глядачів: 67,800 Арбітр: Павло Казаков (СРСР) |

| 3 липня 1974 16:30 CET |

| Польща | 0–1      | ФРН        |
| ------ | -------- | ---------- |
|        | Протокол | Мюллер 76' |

| Вальдштадіон, Франкфурт-на-Майні Глядачів: 62,000 Арбітр: Еріх Лінемайр (Австрія) |

| 3 липня 1974 19:30 CET |

| Швеція                      | 2–1      | Югославія |
| --------------------------- | -------- | --------- |
| Едстрем 29' Торстенссон 85' | Протокол | Шуряк 27' |

| Рейнштадіон, Дюссельдорф Глядачів: 41,300 Арбітр: Луїс Пестаріно (Аргентина) |

## Матч за третє місце
| 6 липня 1974 16:00 CET |

| Бразилія | 0–1      | Польща   |
| -------- | -------- | -------- |
|          | Протокол | Лято 76' |

| Олімпійський стадіон (Мюнхен) Глядачів: 77,100 Арбітр: Ауреліо Ангонезе (Італія) |

Бразилія: Емерсон Леао, Маріньйо Перес (к), Зе Марія, Маріньйо Шагас, Жаїрзіньйо, Роберто Рівеліно, Валдоміро, Карпеджані, Адемір (Мірандінья, 66), Дірсеу. Тренер — Маріо Загалло.
Польща: Ян Томашевський, Антоній Шимановський, Єжи Горгонь, Владислав Жмуда, Адам Мусял, Зигмунт Мащик, Казімеж Дейна (к), Генрик Касперчак (Леслав Цьмикєвич, 79), Гжегож Лято, Анджей Шармах (Здзислав Капка, 73), Роберт Гадоха. Тренер — Казімеж Гурський.
 Жаїрзіньйо (76) — Генрик Касперчак (71).

## Фінал
| 7 липня 1974 16:00 (CET) |

| Нідерланди        | 1–2  | ФРН                            |
| ----------------- | ---- | ------------------------------ |
| Нескенс 2' (пен.) | Звіт | Брайтнер 25' (пен.) Мюллер 43' |

| Олімпійський стадіон (Мюнхен) Глядачів: 75,200 Арбітр: Джек Тейлор (Англія) |

Нідерланди: Ян Йонгблуд, Вім Сюрбір, Вім Рейсберген (Тео де Йонг, 69), Арі Ган, Руд Крол, Вім Янсен, Йоган Нескенс, Вім ван Ханегем, Джонні Реп, Йоган Кройф (к), Роб Ренсенбрінк (Рене ван де Керкгоф, 46). Тренер — Рінус Міхелс.
ФРН: Зепп Маєр,Фогтс, Франц Бекенбауер (к), Ганс Шварценбек, Пауль Брайтнер, Райнер Бонгоф, Улі Генесс, Вольфганг Оверат, Юрген Грабовскі, Герд Мюллер, Бернд Гельценбайн. Тренер — Гельмут Шен.
 Вім ван Ханегем (23), Йоган Нескенс (40), Йоган Кройф (45) — Фогтс (4).

## Бомбардири
Найкращим бомбардиром турніру із сімома забитими голами став нападник збірної Польщі Гжегож Лято. Загалом забито 97 голів, авторами яких стали 53 гравці, включно з трьома автоголами.
7 голів
- Гжегож Лято

5 голів
- Йоган Нескенс
- Анджей Шармах

4 голи
- Джонні Реп
- Ральф Едстрем
- Герд Мюллер

3 голи
- Рене Гаусман
- Рівеліно
- Йоган Кройф
- Казімеж Дейна
- Пауль Брайтнер
- Душан Баєвич

2 голи
- Ектор Ясальде
- Жаїрзіньйо
- Йоахім Штрайх
- Емманюель Санон
- Джо Джордан
- Роланд Сандберг
- Вольфганг Оверат
- Станислав Карасі
- Івиця Шуряк

1 гол
- Рубен Аяла
- Карлос Бабінгтон
- Мігель Анхель Бріндісі
- Рамон Ередія
- Валдоміро
- Христо Бонєв
- Серхіо Аумада
- Мартін Гоффманн
- Юрген Шпарвассер
- П'єтро Анастазі
- Ромео Бенетті
- Фабіо Капелло
- Джанні Рівера
- Тео де Йонг
- Руд Крол
- Роб Ренсенбрінк
- Єжи Горгонь
- Пітер Лорімер
- Конні Торстенссон
- Рікардо Павоні
- Райнер Бонгоф
- Бернгард Кулльман
- Юрген Грабовскі
- Улі Генесс
- Владислав Богичевич
- Драган Джаїч
- Йосип Каталинський
- Бранко Облак
- Ілія Петкович

1 автогол:
- Роберто Перфумо (у грі проти Італії)
- Колін Каррен (у грі проти НДР)
- Руд Крол (у грі проти Болгарії)